# We Make Believe
We Make Believe (1990) è un demo realizzato dalla formazione "classica" del gruppo rock progressivo Yes (che in quel periodo pubblicava come Anderson Bruford Wakeman Howe, nota anche come ABWH) nel periodo di riavvicinamento alla formazione "ufficiale" conosciuta come Yeswest. Contiene i brani che, nelle intenzioni, avrebbero dovuto contribuire ad un album denominato Dialogue da pubblicare a marchio Yes, appunto. L'album non vide mai la luce, ma il riavvicinamento si concretizzò nel disco Union del 1991. I brani vennero ripresi in parte in Union ed in parte da Jon Anderson nell'album solista Watching the Flags that Fly.
L'album venne pubblicato nel 1993, a partire dalla versione demo e col titolo di Yes - we make believe, dall'etichetta italiana Diamonds in your ear specializzata in bootleg.

## Tracce
Tutti i brani sono di Jon Anderson, Bill Bruford, Steve Howe e Rick Wakeman.
1. Intro
2. Hold You in My Arms
3. Watching the Flags That Fly
4. Make Believe
5. Is It Love
6. Instrumental II
7. Untitled
8. Take The Water To The Mountain
9. Richard
10. Richard (Cuts Out)
11. Santa Barbara
12. Touch Me Heaven
13. Axis Of Love
14. Instrumental I
15. After the Storm
16. Tall Building
17. God With A Southern Accent
18. Without A Doubt
19. Big Love
20. Picasso
21. Railway 14 (Cuts Out)

## Musicisti
- Jon Anderson - voce
- Bill Bruford - batteria
- Rick Wakeman - tastiere
- Steve Howe - chitarra